# Charaxes ochrefascia
Charaxes ochrefascia är en fjärilsart som beskrevs av Van Someren och Jackson 1957. Charaxes ochrefascia ingår i släktet Charaxes och familjen praktfjärilar. Inga underarter finns listade i Catalogue of Life.